# Tshekardocoleus magnus
Tshekardocoleus magnus is een keversoort uit de familie Tshekardocoleidae. De wetenschappelijke naam van de soort is voor het eerst geldig gepubliceerd in 1944 door Rohdendorf.